# Hans Wattler
Hans Wattler (* 5. Januar 1927; † 21. Juli 2008 in Grevenbroich) war ein deutscher Politiker (CDU) und von 1969 bis 1979 Bürgermeister der Stadt Grevenbroich.

## Leben
Wattler wurde 1957 mit einer Arbeit „Das Verhalten des Mörders nach der Tat“ in Bonn promoviert. Er war von 1969 bis 1979 Bürgermeister der Stadt Grevenbroich. Nach der kommunalen Neugliederung 1975 war er der erste Bürgermeister der Stadt Grevenbroich, an welcher er maßgeblich mitgewirkt hatte. Der Integration der vormals eigenständigen Kommunen in die neue Stadt Grevenbroich galt in dieser Zeit seine Aufmerksamkeit.
Wattler gehörte dem Rat der Stadt Grevenbroich in den beiden Wahlperioden 1979 bis 1989 als Mitglied an und war zugleich Fraktionsvorsitzender der CDU. Anschließend war er von 1989 bis 1994 sachkundiger Bürger im Rat der Stadt Grevenbroich. Die Interessen der Grevenbroich vertrat er im Haupt-, Personal-, Umwelt- und Grundstücksausschuss; sein Wissen brachte er auch in den Rechts- und Partnerschaftsausschuss ein. Er verstarb am 21. Juli 2008 im Alter von 81 Jahren.
Wattler war verheiratet und Vater zweier Töchter.

## Ehrung
Im Juni 2010 wurde im Grevenbroicher Ortsteil Gustorf die frühere Carl-Diem-Straße in Dr.-Hans-Wattler-Straße umbenannt.

## Schriften
- Das Verhalten des Mörders nach der Tat. o. O. [1957].